# Consell de Ministres d'Espanya (I Legislatura)

Escut de l'estat espanyol, oficial de 1977 a 1981

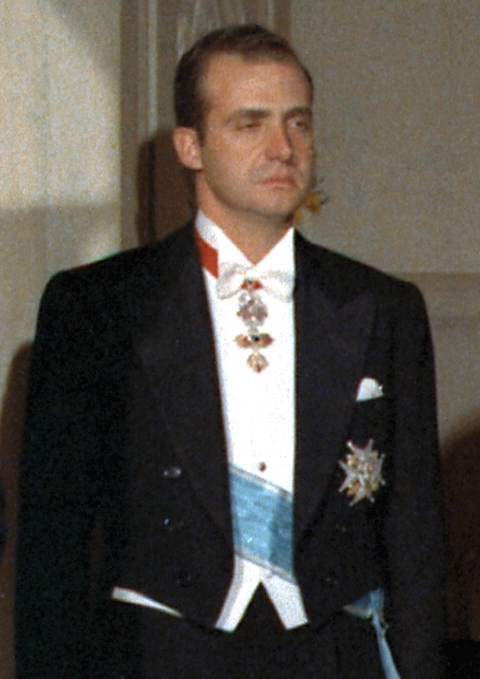
Joan Carles I, rei d'Espanya

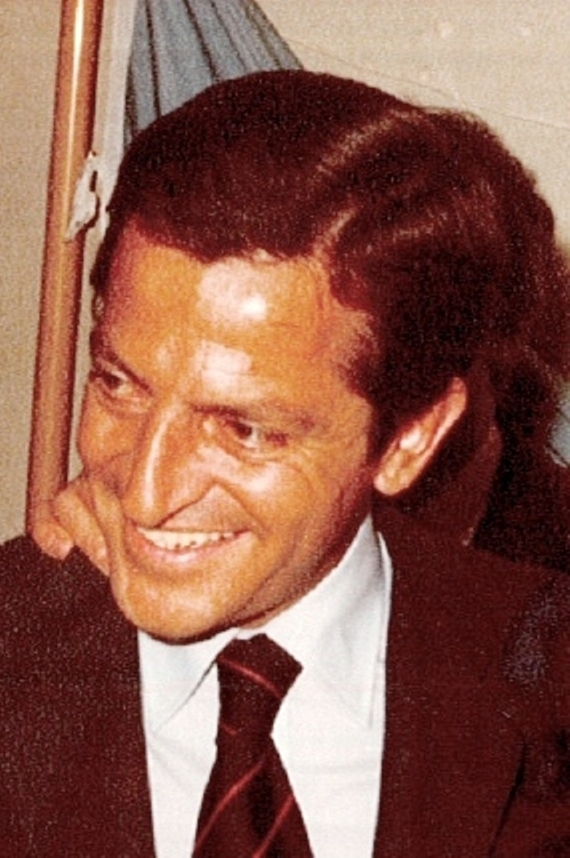
Adolfo Suárez, cap de Govern (1979-1981)

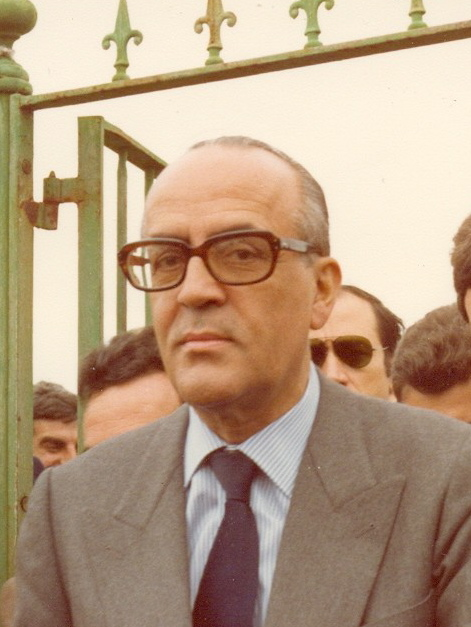
Leopoldo Calvo Sotelo, cap de govern (1981-1982)

Consell de Ministres d'Espanya del 6 d'abril de 1979 al 3 de desembre de 1982.
- President del Govern

Adolfo Suárez González fins al 26 de febrer de 1981
Leopoldo Calvo-Sotelo Bustelo des del 26 de febrer de 1981
Ministres
- Vicepresident Primer i Encarregat d'Assumptes de la Seguretat i Defensa Nacional

Manuel Gutiérrez Mellado fins al 26 de febrer de 1981
- Vicepresident Primer

Rodolfo Martín Villa des del 2 de desembre de 1981 fins al 30 de juliol de 1982
- Vicepresident del Govern i Ministre d'Assumptes Econòmics

Juan Antonio García Díez des del 30 de juliol de 1982
- Vicepresident Segon i Encarregat de la coordinació dels Assumptes Econòmics

Fernando Abril Martorell fins al 9 de setembre de 1980
Leopoldo Calvo-Sotelo Bustelo des del 9 de setembre de 1980 fins al 26 de febrer de 1981
- Vicepresident Segon i Ministre d'Assumptes Econòmics

Juan Antonio García Díez des del 2 de desembre de 1981 fins al 30 de juliol de 1982
- Ministre d'Afers exteriors

Marcelino Oreja Aguirre fins al 9 de setembre de 1980
José Pedro Pérez Llorca des del 9 de setembre de 1980
- Ministre de Justícia

Íñigo Cavero Lataillade fins al 9 de setembre de 1980
Francisco Fernández Ordóñez des del 9 de setembre de 1980 fins a l'1 de setembre de 1981
Pío Cabanillas Gallas des de l'1 de setembre de 1981
- Ministre de Defensa

Agustín Rodríguez Sahagún fins al 26 de febrer de 1981
Alberto Oliart Saussol des del 26 de febrer de 1981
- Ministre d'Hisenda

Jaime García Añoveros
- Ministre de l'Interior

Antonio Ibáñez Freire fins al 3 de maig de 1980
Juan José Rosón Pérez des del 3 de maig de 1980
- Ministre d'Obres Públiques i Urbanisme

Jesús Sancho Rof fins al 26 de febrer de 1981
Luis Ortiz González des del 26 de febrer de 1981
- Ministre d'Educació

José Manuel Otero Novas fins al 9 de setembre de 1980
Juan Antonio Ortega y Díaz-Ambrona des del 9 de gener de 1980 fins al 2 de desembre de 1981
Federico Mayor Zaragoza des del 2 de desembre de 1981
- Ministre de Treball

Rafael Calvo Ortega fins al 3 de maig de 1980
Salvador Sánchez Terán Hernández des del 3 de maig de 1980 fins al 9 de setembre de 1980
Félix Manuel Pérez Miyares des del 9 de setembre de 1980 fins al 26 de febrer de 1981
Santiago Rodríguez Miranda des del 2 de desembre de 1981
- Ministre de Treball, Sanitat i Seguretat Social

Jesús Sancho Rof des del 26 de febrer de 1981 fins al 2 de desembre de 1981
- Ministre d'Indústria i Energia

Carlos Bustelo y García del Real fins al 3 de maig de 1980
Ignacio Bayón Mariné des del 3 de maig de 1980
- Ministre d'Agricultura

Jaime Lamo de Espinosa fins al 2 de desembre de 1981
José Luis Álvarez y Álvarez des del 2 de desembre de 1981 fins al 13 de setembre de 1982
José Luis García Ferrero des del 13 de setembre de 1982
- Ministre de Comerç i Turisme

Juan Antonio García Díez fins al 3 de maig de 1980
Luis Gamir Casares des del 3 de maig de 1980 fins al 9 de setembre de 1980
- Ministre de la Presidència

José Pedro Pérez Llorca fins al 3 de maig de 1980
Rafael Arias Salgado Montalvo des del 3 de maig de 1980 fins al 26 de febrer de 1981
Pío Cabanillas Gallas des del 26 de febrer de 1981 fins a l'1 de setembre de 1981
Matías Rodríguez Inciarte des de l'1 de setembre de 1981
- Ministre d'Economia

José Luis Leal Maldonado fins al 9 de setembre de 1980
Juan Antonio García Díez des del 9 de setembre de 1980
- Ministre de Transport i Comunicacions

Salvador Sánchez-Terán Hernández fins al 3 de maig de 1980
José Luis Álvarez Álvarez des del 3 de maig de 1980 fins al 2 de desembre de 1981
Luis Gamir Casares des del 2 de desembre de 1981
- Ministre de Sanitat i Seguretat Social

Juan Rovira Tarazona fins al 9 de setembre de 1980
Alberto Oliart Saussol des del 9 de setembre de 1980 fins al 26 de febrer de 1981
Manuel Núñez Pérez des del 2 de desembre de 1981
- Ministre de Cultura i Benestar

Manuel Clavero Arévalo fins al 17 de gener de 1980
Ricardo de la Cierva des del 17 de gener de 1980 fins al 9 de setembre de 1980
Íñigo Cavero Lataillade des del 2 de setembre de 1980 fins al 2 de desembre de 1981
Soledad Becerril Bustamante des del 2 de setembre de 1981
- Ministre per a les Relacions amb les Comunitats Europees

Leopoldo Calvo-Sotelo Bustelo fins al 9 de setembre de 1980
Eduard Punset i Casals des del 9 de setembre de 1980 fins al 26 de febrer de 1981
- Ministre de Relacions amb les Corts

Rafael Arias Salgado fins al 3 de maig de 1980
- Ministre d'Administració Territorial

Antonio Fontán Pérez fins al 3 de maig de 1980
José Pedro Pérez Llorca des del 3 de maig de 1980 al 9 de setembre.
Rodolfo Martín Villa des del 9 de setembre de 1980 fins al 2 de desembre de 1981
Rafael Arias Salgado des del 2 de setembre de 1981 fins al 30 de juliol de 1982
Luis Manuel Cosculluela Montaner des del 30 de juliol de 1982
- Ministre d'Universitats i Investigació

Luis González Seara fins l'1 de setembre de 1981
- Ministre Adjunt al President

Joaquín Garrigues Walker fins al 17 de gener de 1980
Rafael Arias Salgado Montalvo des del 17 de gener de 1980 fins al 3 de maig de 1980
Pío Cabanillas Gallas des del 9 de setembre de 1980 fins al 26 de febrer de 1981
Jaime Lamo de Espinosa des del 2 de desembre de 1981 fins al 30 de juliol de 1982
- Ministre Adjunt al President i Encarregat de la Coordinació Legislativa

Juan Antonio Ortega y Díaz-Ambrona des del 3 de maig de 1980 fins al 9 de setembre.
- Ministre Adjunt al President i Encarregat de l'Administració Pública

Sebastián Martín-Retortillo Baquer des del 3 de maig de 1980 fins al 26 de febrer de 1981

## Canvis
- El 17 de gener de 1980 es produeix la primera remodelació del Govern.
- El 3 de maig de 1980 es produeix la segona remodelació del Govern on es creen les carteres de Ministres Adjunts per a la coordinació legislativa i administració pública i s'elimina el Ministeri sense cartera Adjunt al President.
- El 9 de setembre de 1980 es produeix la tercera remodelació ministerial. Desapareix el Ministeri de Comerç que s'integra amb el d'Indústria, i desapareix igualment del panorama ministerial el Ministeri Adjunt al President Encarregat de la Coordinació Legilsativa. Es recupera el Ministre Adjunt al President.
- El 26 de febrer de 1981 es forma nou Govern amb nou President després del cop d'estat del 23 de febrer. Desapareixen les Vicepresidències i s'integren els Ministeris de Treball i Sanitat.
- L'1 de setembre de 1981 es produeix la primera remodelació del segon gabinet.
- El 2 de desembre de 1981 es produeix la segona remodelació del segon gabinet. Es recuperen dues Vicepresidències, el Ministeri d'Agricultura passa a denominar-se d'Agricultura, Pesca i Alimentació i torna a nomenar-se Ministre Adjunt al President.
- El 30 de juliol de 1982 es produeix la tercera remodelació del segon gabinet, quedant una sola Vicepresidència del Govern.
- El 13 de setembre de 1982 es produeix la quarta remodelació del segon gabinet amb el canvi en el Ministeri d'Agricultura.